# Alexeï Salnikov
Alexeï Salnikov (en russe : Алексей Борисович Сальников ; né le 7 août 1978 à Tartu en République socialiste soviétique d'Estonie, devenue l'Estonie) est un écrivain et poète russe. Lauréat du Prix du best-seller national (ru) (2018).

## Biographie

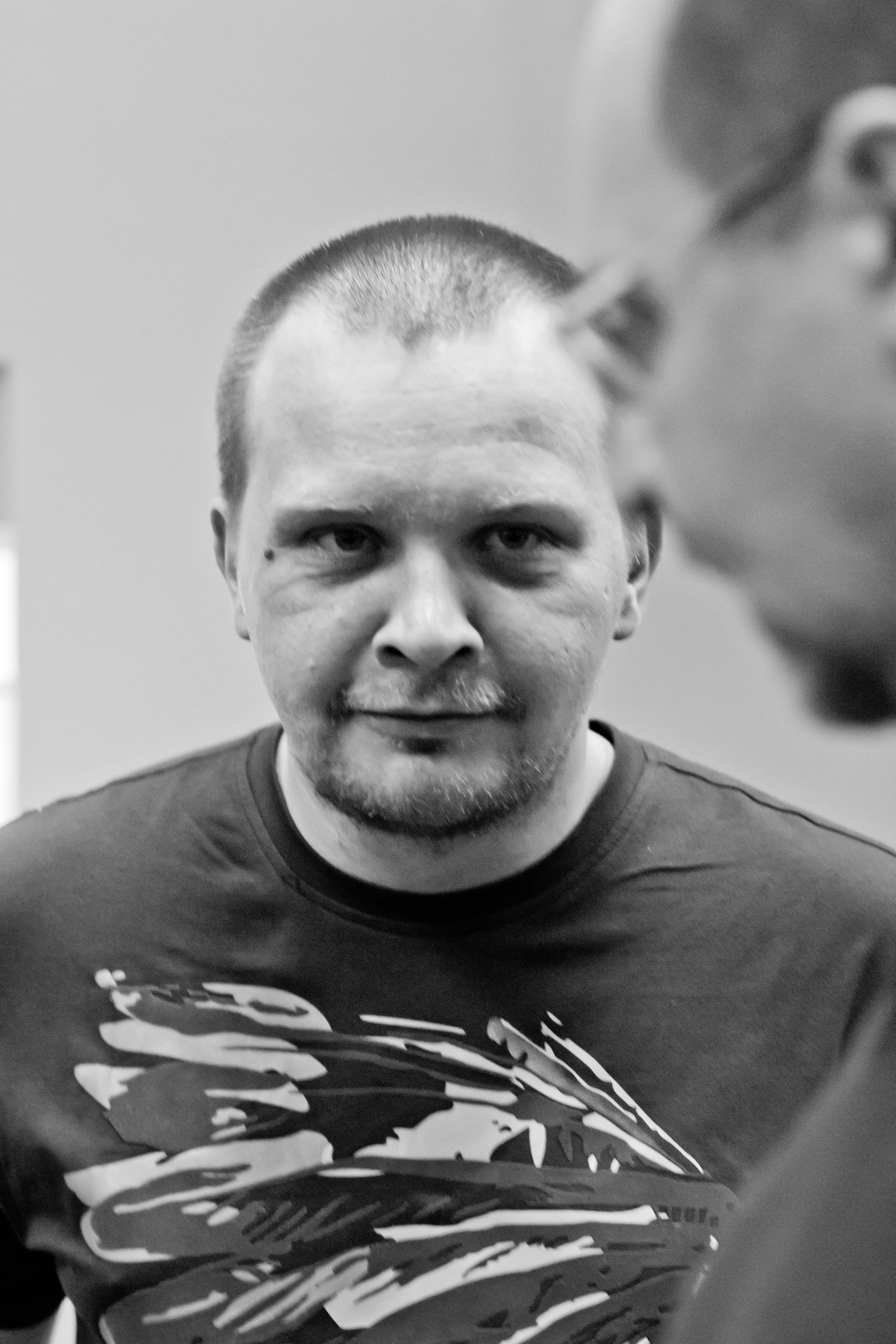
Présentation du livre Les Petrov, la grippe, etc.

Alexeï Salnikov est né à Tartu en Estonie en 1978 (à l'époque en URSS République socialiste soviétique d'Estonie).
Depuis 1984, Salnikov vit dans la région de l'Oural : au début dans le village de Gornouralski (en), dans l'oblast de Sverdlovsk, puis à Nijni Taguil, et depuis 2005 à Iekaterinbourg. Il est diplômé des cours de l'académie agricole, et a suivi ensuite les cours de Youri Kazarine (ru) à la faculté de littérature de l'institut du théâtre d'Iekaterinbourg. Il est aussi élève du poète Evgueni Tourenko (ru) qui anime la vie littéraire de Nijni Taguil.
Il fait ses débuts comme poète et publie dans les revues Literatournaïa gazeta, Nouvel Oural, Vozdoukh (en), Revue Oural (ru), Vavilon (ru), et dans l'anthologie Poésie contemporaine de l'Oural. Comme le note Vassili Tchepelev, c'est l'expérience de Salnikov-poète qui est à la base de son succès ultérieur de Salnikov-prosateur.

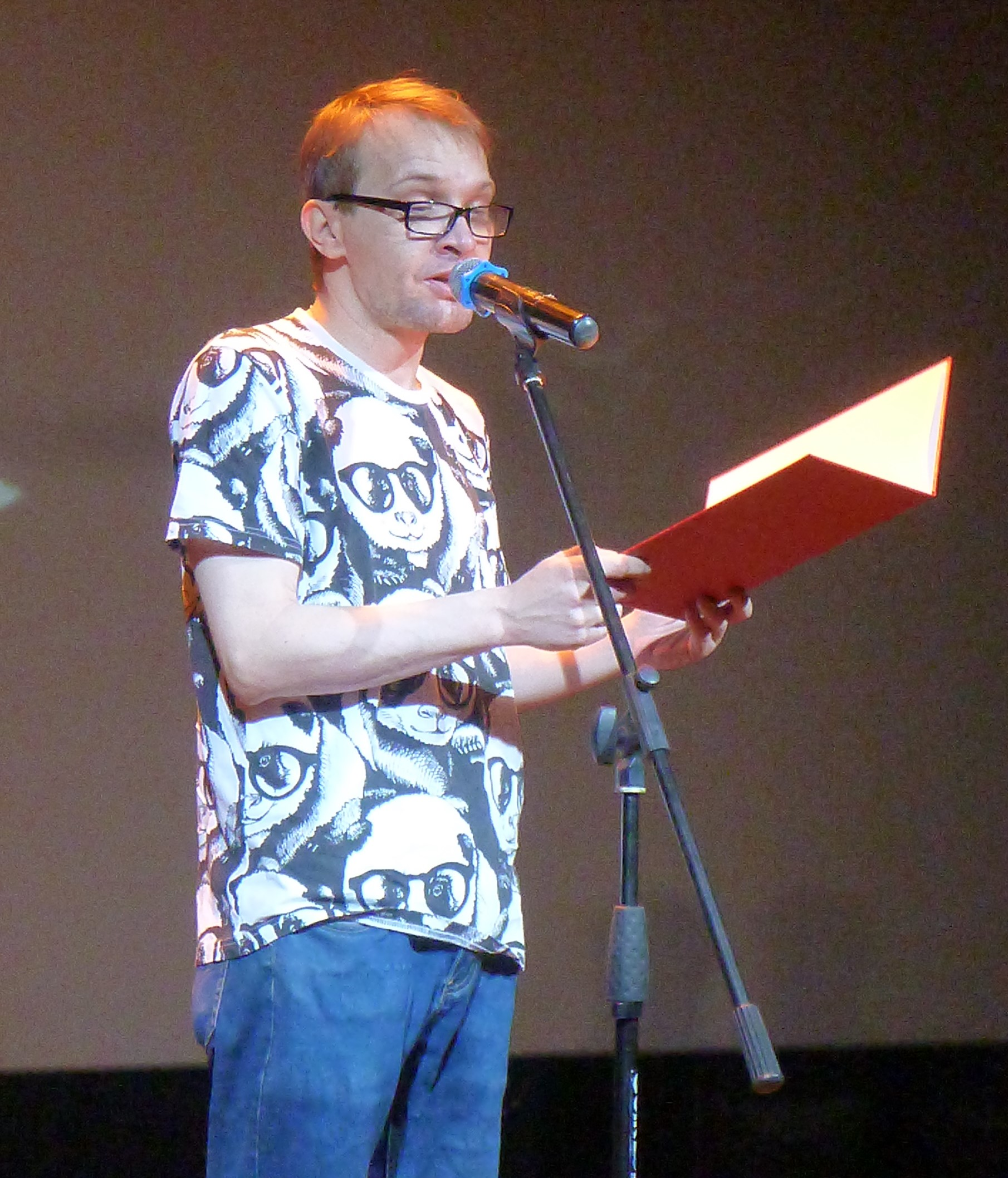
Salnikov récompense le vainqueur d'un concours de pièces au Centre Eltsine, le 22 août 2021

Sa renommée lui est venue en Russie avec son roman Les Petrov, la grippe, etc., prix du jury de la critique du NOS (Novaïa Slovestnoct).

« Salnikov écrit comme peut-être personne d'autre aujourd'hui dans un climat de fraîcheur semblable à celui du premier jour de la création. À chaque pas, il ébranle le sol sous les pieds du lecteur et secoue son appareillage intellectuel, entraîné à la lecture de livres normaux pendant tant d'années. Tous les signes possibles rencontrés par les Petrov à l'état grippal, dans leur demi-délire de douleur, se retrouvent dans la construction narrative sans qu'un seul détail ne soit de trop. Par toutes les fissures du récit commence à s'infiltrer un mélange de ton amusant et d'angoisse infernale tels, que l'on pense à Iouri Mamléïev et à Dmitri Gortchev (ru) et que Nicolas Gogol et Mikhaïl Boulgakov se mettent à applaudir. »

— Galina Iouzefovitch

### Romans
- Alexeï Salnikov, Les Petrov, la grippe, etc., Genève, édition des Syrtes, 2020, 310 p. (ISBN 9782940628667)
- Nijni Taguil. Roman en quatre parties «Нижний Тагил. Роман в четырёх частях». Части 1, 2. Екатеринбург: Издательство Уральского университета, 2011.
- Département. Version magazine-Volga (2018) («Отдел». Журнальный вариант — «Волга», №7–8, 2015. Книжный — М.: LiveBook, 2018.)
- Les Petrov, la grippe, etc.. Журнальный вариант — «Волга», №5–6, 2016. Книжный — М.: Редакция Елены Шубиной, 2017.
- Indirectement (Опосредованно)[2]».(Журнальный вариант — «Волга», №9–10, 2018. Книжный — М.: Редакция Елены Шубиной, 2019.)

## Prix littéraires
- 2018 : NOS (ru) Prix de la critique pour Les Petrov, la grippe etc. (Приз критического сообщества, «Петровы в гриппе и вокруг него»)
- 2018 : Prix du best-seller national (ru) (Roman, Les Petrov, la grippe, etc.)

## Adaptations
En 2019, le réalisateur Kirill Serebrennikov a créé le film Les Petrov, la grippe, etc. d'après le roman homonyme.
Plusieurs spectacles ont été mis en scène sur base du même roman :
- au Centre de dramaturgie contemporaine d'Iekaterinbourg (ru), par le réalisateur Anton Boutakov, (première le 15 novembre 2019 ;
- au Centre Gogol (en) (Moscou), réalisateur Anton Fiodorov, première le 17 janvier 2020.

## Crédit d'auteurs
- (ru) Cet article est partiellement ou en totalité issu de l’article de Wikipédia en russe intitulé « Сальников, Алексей Борисович » (voir la liste des auteurs).